# Серру-Гранди
Серру-Гранди (порт. Cerro Grande)  —  муниципалитет в Бразилии, входит в штат Риу-Гранди-ду-Сул. Составная часть мезорегиона Северо-запад штата Риу-Гранди-ду-Сул. Входит в экономико-статистический  микрорегион Каразинью. Население составляет 2338 человек на 2006 год. Занимает площадь 73,459 км². Плотность населения — 31,8 чел./км².

## История
Город основан 13 апреля 1988 года. 

## Статистика
- Валовой внутренний продукт на 2003 составляет 14.295.391,00 реалов (данные: Бразильский институт географии и статистики).
- Валовой внутренний продукт на душу населения на 2003 составляет 5.813,50 реалов (данные: Бразильский институт географии и статистики).
- Индекс развития человеческого потенциала на 2000 составляет 0,725 (данные: Программа развития ООН).